# The Hope Diamond Mystery
Pour plus de détails, voir Fiche technique et Distribution.
The Hope Diamond Mystery est un film américain réalisé par Stuart Paton, sorti en 1921.

## Synopsis
La malédiction du légendaire diamant bleu Hope sur tous ses propriétaires est dramatisée, à commencer par la découverte de la gemme dans l'Inde du XVIIe siècle. Lord Francis Hope hérite du diamant Hope et épouse la showgirl May Yohe. Plus tard, il joue la fortune familiale et May l'abandonne.

## Fiche technique
- Titre : The Hope Diamond Mystery
- Réalisation : Stuart Paton
- Scénario : John B. Clymer, Charles W. Goddard et May Yohé[1],[2].
- Pays d'origine : États-Unis
- Format : Noir et blanc - 1,33:1 - Film muet
- Genre : action
- Date de sortie : 1921

## Distribution
- Grace Darmond : Mary Hilton / Bibi
- George Chesebro : John Gregge / Jean-Baptiste Tavanier
- Boris Karloff : Prêtre de Kama-Sita / Dakar
- Harry Carter : Sidney Atherton / Nang Fu / Ghung
- Carmen Phillips : Wanda Atherton / Miza
- William Marion : James Marcon / Bagi
- Frank M. Seki : Saki
- Harry Archer : Johnson
- Arthur Clayton : Lord Francis Hale
- Ethel Shannon : Lady Francis Hale
- May Yohé : Lady Francis Hope.